# Viktoryia Bahutskaya
Viktoryia Bahutskaya (18 de enero de 1995) es una deportista de Bielorrusia que compite en atletismo. Ganó una medalla de plata en el Campeonato Europeo de Atletismo por Equipos de 2021, en la prueba de lanzamiento de jabalina.